# ليون مولر
ليون مولر (بالألمانية: Leon Müller)‏ هو لاعب كرة قدم ألماني في مركز الوسط، ولد في 11 أغسطس 2000 في ألمانيا. لعب مع دارمشتات 98.

## وصلات خارجية
- ليون مولر على موقع قاعدة بيانات كرة القدم.إي يو (الإنجليزية)
- ليون مولر على موقع بيانات كرة القدم. دي إي (الألمانية)
- ليون مولر على موقع Soccerbase.com (لاعب) (الإنجليزية)
- ليون مولر على موقع Soccerway.com (الإنجليزية)
- ليون مولر على موقع عالم كرة القدم.نت (الإنجليزية)